# Liste des champions du monde poids super-welters de boxe anglaise
Liste des champions du monde de boxe poids super-welters reconnus par les organisations suivantes :
- La WBA[2] (World Boxing Association), fondée en 1921 et succédant à la NBA (National Boxing Association) en 1962,
- La WBC[3] (World Boxing Council), fondée en 1963,
- L'IBF[4] (International Boxing Federation), fondée en 1983,
- La WBO[5] (World Boxing Organization), fondée en 1988.

Avant 1921, les champions du monde étaient reconnus en tant que tel par le public sans qu’il n’y ait d’organisme particulier pour gérer l’attribution de ce titre.
Mise à jour : 7 août 2025
| Gain du titre | Perte du titre    | Champion                | Champion                    | Reconnaissance      | Défenses |
| --- | ----------------- | ----------------------- | --------------------------- | ------------------- | -------- |
| 20 octobre 1962 | 19 février 1963   | Denny Moyer             | États-Unis                  | Unanime (WBA)       | 0        |
| 19 février 1963 | 29 avril 1963     | Denny Moyer             | États-Unis                  | Unanime (WBA & WBC) | 0        |
| 29 avril 1963 | 7 juillet 1963    | Ralph Dupas             | États-Unis                  | Unanime (WBA & WBC) | 1        |
| 7 juillet 1963 | 18 juin 1965      | Sandro Mazzinghi        | Italie                      | Unanime (WBA & WBC) | 3        |
| 18 juin 1965 | 25 juin 1966      | Nino Benvenuti          | Italie                      | Unanime (WBA & WBC) | 1        |
| 25 juin 1966 | 26 mai 1968       | Kim Ki-soo              | Corée du Sud                | Unanime (WBA & WBC) | 2        |
| 26 mai 1968 | Novembre 1968     | Sandro Mazzinghi        | Italie                      | Unanime (WBA & WBC) | 1        |
| Mazzinghi affronte à Rome le 25 octobre 1968 l’américain Freddie Little pour la 2e défense de ses ceintures WBA & WBC mais le combat est stoppé à la 8e reprise sur saignements. Le boxeur italien qui est coupé aux deux yeux aurait dû être déclaré battu mais le combat se termine par un surprenant sans décision. Ce résultat controversé amènera les deux organisations à le destituer de ses titres. |                   |                         |                             |                     |          |
| 17 mars 1969 | 9 juillet 1970    | Freddie Little          | États-Unis                  | Unanime (WBA & WBC) | 2        |
| 9 juillet 1970 | 31 octobre 1971   | Carmelo Bossi           | Italie                      | Unanime (WBA & WBC) | 1        |
| 31 octobre 1971 | 4 juin 1974       | Koichi Wajima           | Japon                       | Unanime (WBA & WBC) | 6        |
| 4 juin 1974 | 21 janvier 1975   | Oscar Albarado          | États-Unis                  | Unanime (WBA & WBC) | 1        |
| 21 janvier 1975 | Avril 1975        | Koichi Wajima           | Japon                       | Unanime (WBA & WBC) | 0        |
| Wajima est destitué par la WBC en avril 1975. |                   |                         |                             |                     |          |
| Avril 1975 | 7 juin 1975       | Koichi Wajima           | Japon                       | WBA                 | 0        |
| 7 mai 1975 | 13 novembre 1975  | Miguel de Oliveira      | Brésil                      | WBC                 | 0        |
| 7 juin 1975 | 17 février 1976   | Yuh Jae-do              | Corée du Sud                | WBA                 | 1        |
| 13 novembre 1975 | 18 juin 1976      | Elisha Obed             | Bahamas                     | WBC                 | 2        |
| 17 février 1976 | 18 mai 1976       | Koichi Wajima           | Japon                       | WBA                 | 0        |
| 18 mai 1976 | 8 octobre 1976    | Jose Manuel Duran       | Espagne                     | WBA                 | 0        |
| 18 juin 1976 | 6 août 1977       | Eckhard Dagge           | Allemagne                   | WBC                 | 2        |
| 8 octobre 1976 | 5 mars 1977       | Miguel Angel Castellini | Argentine                   | WBA                 | 0        |
| 5 mars 1977 | 9 août 1978       | Eddie Gazo              | Nicaragua                   | WBA                 | 3        |
| 6 août 1977 | 4 mars 1979       | Rocky Mattioli          | Italie                      | WBC                 | 2        |
| 9 août 1978 | 24 octobre 1979   | Masashi Kudo            | Japon                       | WBA                 | 3        |
| 4 mars 1979 | 23 mai 1981       | Maurice Hope            | Royaume-Uni                 | WBC                 | 3        |
| 24 octobre 1979 | 25 juin 1981      | Ayub Kalule             | Ouganda                     | WBA                 | 4        |
| 23 mai 1981 | 3 décembre 1982   | Wilfred Benitez         | Porto Rico                  | WBC                 | 2        |
| 25 juin 1981 | Juin 1981         | Sugar Ray Leonard       | États-Unis                  | WBA                 | 0        |
| Leonard laisse sa ceinture WBA vacante préférant affronter Thomas Hearns pour les titres WBA & WBC des poids welters. Il l’emportera par arrêt de l’arbitre à la 14e reprise le 16 septembre 1981. Ce combat sera élu combat de l’année 1981. |                   |                         |                             |                     |          |
| 7 novembre 1981 | 2 février 1982    | Tadashi Mihara          | Japon                       | WBA                 | 0        |
| 2 février 1982 | 16 juin 1983      | Davey Moore             | États-Unis                  | WBA                 | 3        |
| 3 décembre 1982 | 1986              | Thomas Hearns           | États-Unis                  | WBC                 | 4        |
| Hearns laisse son titre WBC vacant. |                   |                         |                             |                     |          |
| 16 juin 1983 | 1984              | Roberto Duran           | Panama                      | WBA                 | 0        |
| Battu par Marvin Hagler pour le titre unifié des poids moyens le 10 novembre 1983, Duran sera destitué de son titre WBA des super welters pour ne pas avoir remis sa ceinture en jeu face à son challengeur officiel Mike McCallum. Il essaiera de reconquérir ce titre face à Thomas Hearns le 15 juin 1984 mais sera à nouveau battu par arrêt de l’arbitre à la 2e reprise.                              |                   |                         |                             |                     |          |
| 11 mars 1984 | 2 novembre 1984   | Mark Medal              | États-Unis                  | IBF                 | 0        |
| 19 octobre 1984 | 1987              | Mike McCallum           | Jamaïque                    | WBA                 | 6        |
| McCallum laisse sa ceinture WBA vacante après une 6e défense victorieuse contre Donald Curry le 18 juillet 1987 pour boxer en poids moyens. Battu aux points pour le titre WBA de cette catégorie par Sumbu Kalambay en mars 1988, il prendra sa revanche le 10 mai 1989 aux dépens d’Herol Graham. |                   |                         |                             |                     |          |
| 2 novembre 1984 | 1986              | Carlos Santos           | Porto Rico                  | IBF                 | 1        |
| Santos est destitué par l’IBF pour ne pas avoir affronté son challengeur officiel Davey Moore. |                   |                         |                             |                     |          |
| 4 juin 1986 | 27 juin 1987      | Buster Drayton          | États-Unis                  | IBF                 | 2        |
| 5 décembre 1986 | 12 juillet 1987   | Duane Thomas            | États-Unis                  | WBC                 | 0        |
| 27 juin 1987 | 4 novembre 1988   | Matthew Hilton          | Canada                      | IBF                 | 1        |
| 12 juillet 1987 | 2 octobre 1987    | Lupe Aquino             | Mexique                     | WBC                 | 0        |
| 2 octobre 1987 | 8 juillet 1988    | Gianfranco Rosi         | Italie                      | WBC                 | 1        |
| 22 novembre 1987 | 1990              | Julian Jackson          | Îles Vierges des États-Unis | WBA                 | 3        |
| Victorieux de Terry Norris par arrêt de l’arbitre à la 2e reprise le 30 juillet 1989, Jackson laisse son titre WBA vacant et deviendra champion WBC des poids moyens en battant par KO Herol Graham le 24 novembre 1990. |                   |                         |                             |                     |          |
| 8 juillet 1988 | 11 février 1989   | Donald Curry            | États-Unis                  | WBC                 | 0        |
| 4 novembre 1988 | 5 février 1989    | Robert Hines            | États-Unis                  | IBF                 | 0        |
| 8 décembre 1988 | 1993              | John David Jackson      | États-Unis                  | WBO                 | 6        |
| Jackson laisse son titre WBO vacant et deviendra champion du monde WBA des poids moyens le 1er octobre 1993 en battant Reggie Johnson aux points. |                   |                         |                             |                     |          |
| 5 février 1989 | 15 juillet 1989   | Darrin Van Horn         | États-Unis                  | IBF                 | 0        |
| 11 février 1989 | 8 juillet 1989    | René Jacquot            | France                      | WBC                 | 0        |
| 8 juillet 1989 | 31 mars 1990      | John Mugabi             | Ouganda                     | WBC                 | 0        |
| 15 juillet 1989 | 17 septembre 1994 | Gianfranco Rosi         | Italie                      | IBF                 | 11       |
| 31 mars 1990 | 18 décembre 1993  | Terry Norris            | États-Unis                  | WBC                 | 10       |
| 23 février 1991 | 1er octobre 1991  | Gilbert Delé            | France                      | WBA                 | 1        |
| 1er octobre 1991 | 1992              | Vinny Pazienza          | États-Unis                  | WBA                 | 0        |
| Pazienza laisse son titre WBA vacant pour boxer en poids moyens puis super moyens. |                   |                         |                             |                     |          |
| 21 décembre 1992 | 4 mars 1995       | Julio César Vásquez     | Argentine                   | WBA                 | 10       |
| 30 octobre 1993 | 22 novembre 1995  | Verno Phillips          | Belize                      | WBO                 | 4        |
| 18 décembre 1993 | 7 mai 1994        | Simon Brown             | Jamaïque                    | WBC                 | 1        |
| 7 mai 1994 | 12 novembre 1994  | Terry Norris            | États-Unis                  | WBC                 | 0        |
| 17 septembre 1994 | 12 août 1995      | Vincent Pettway         | États-Unis                  | IBF                 | 1        |
| 12 novembre 1994 | 19 août 1995      | Luis Santana            | République dominicaine      | WBC                 | 1        |
| 4 mars 1995 | 1995              | Pernell Whitaker        | États-Unis                  | WBA                 | 0        |
| Tout en étant champion du monde WBC des welters, Whitaker bat Julio Cesar Vasquez le 4 mars 1995 aux points et s’empare de la ceinture WBA des supers welters, ceinture qu’il ne défendra pas. |                   |                         |                             |                     |          |
| 6 juin 1995 | 16 décembre 1995  | Carl Daniels            | États-Unis                  | WBA                 | 0        |
| 12 août 1995 | 16 décembre 1995  | Paul Vaden              | États-Unis                  | IBF                 | 0        |
| 19 août 1995 | 16 décembre 1995  | Terry Norris            | États-Unis                  | WBC                 | 2        |
| 22 novembre 1995 | Février 1996      | Paul Jones              | Royaume-Uni                 | WBO                 | 0        |
| Jones est destitué de son titre WBO en février 1996. |                   |                         |                             |                     |          |
| 16 décembre 1995 | mars 1997         | Terry Norris            | États-Unis                  | WBC & IBF           | 4        |
| Norris laisse son titre IBF vacant. |                   |                         |                             |                     |          |
| 16 décembre 1995 | 21 août 1996      | Julio César Vásquez     | Argentine                   | WBA                 | 0        |
| 1er mars 1996 | 17 mai 1996       | Bronco McKart           | États-Unis                  | WBO                 | 0        |
| 17 mai 1996 | 22 août 1998      | Winky Wright            | États-Unis                  | WBO                 | 3        |
| 21 août 1996 | 6 mars 1999       | Laurent Boudouani       | France                      | WBA                 | 4        |
| Mars 1997 | 6 décembre 1997   | Terry Norris            | États-Unis                  | WBC                 | 0        |
| 12 avril 1997 | 6 décembre 1997   | Raúl Márquez            | États-Unis                  | IBF                 | 2        |
| 6 décembre 1997 | 12 décembre 1998  | Yory Boy Campas         | Mexique                     | IBF                 | 3        |
| 6 décembre 1997 | 29 janvier 1999   | Keith Mullings          | États-Unis                  | WBC                 | 1        |
| 22 août 1998 | Juillet 2001      | Harry Simon             | Namibie                     | WBO                 | 4        |
| Simon laisse sa ceinture WBO vacante en juillet 2001 et deviendra champion du monde des poids moyens WBO en battant Armand Krajnc le 6 avril 2002. |                   |                         |                             |                     |          |
| 12 décembre 1998 | 2 décembre 2000   | Fernando Vargas         | États-Unis                  | IBF                 | 5        |
| 29 janvier 1999 | 23 juin 2001      | Javier Castillejo       | Espagne                     | WBC                 | 5        |
| 6 mars 1999 | 3 mars 2000       | David Reid              | États-Unis                  | WBA                 | 2        |
| 3 mars 2000 | 2 décembre 2000   | Felix Trinidad          | Porto Rico                  | WBA                 | 2        |
| 2 décembre 2000 | 12 mai 2001       | Felix Trinidad          | Porto Rico                  | WBA & IBF           | 0        |
| Trinidad bat le champion WBA des poids moyens William Joppy le 12 mai 2001 et laisse alors ses ceintures WBA & IBF vacantes. |                   |                         |                             |                     |          |
| 23 juin 2001 | 14 septembre 2002 | Oscar de la Hoya        | États-Unis                  | WBC                 | 1        |
| 22 septembre 2001 | 14 septembre 2002 | Fernando Vargas         | États-Unis                  | WBA                 | 0        |
| 12 octobre 2001 | 13 mars 2004      | Winky Wright            | États-Unis                  | IBF                 | 5        |
| 16 mars 2002 | 3 décembre 2005   | Daniel Santos           | Porto Rico                  | WBO                 | 4        |
| 14 septembre 2002 | 13 septembre 2003 | Oscar de la Hoya        | États-Unis                  | WBA & WBC           | 1        |
| 13 septembre 2003 | 13 mars 2004      | Shane Mosley            | États-Unis                  | WBA & WBC           | 0        |
| 13 mars 2004 | Mai 2004          | Winky Wright            | États-Unis                  | WBA, WBC & IBF      | 0        |
| Winky Wright est destitué par L’IBF en mai 2004. |                   |                         |                             |                     |          |
| Mai 2004 | Mai 2005          | Winky Wright            | États-Unis                  | WBA & WBC           | 1        |
| Après avoir battu une 2e fois Shane Mosley le 20 novembre 2004, Wright laisse ses titres WBA & WBC vacants pour affronter et battre en poids moyens Felix Trinidad le 14 mai 2005. |                   |                         |                             |                     |          |
| 5 juin 2004 | 2 octobre 2004    | Verno Phillips          | Belize                      | IBF                 | 0        |
| 2 octobre 2004 | 14 juillet 2005   | Kassim Ouma             | Ouganda                     | IBF                 | 1        |
| 13 août 2005 | 6 mai 2006        | Alejandro García        | Mexique                     | WBA                 | 0        |
| 14 juillet 2005 | 8 juillet 2006    | Roman Karmazin          | Russie                      | IBF                 | 0        |
| 13 août 2005 | 6 mai 2006        | Ricardo Mayorga         | Nicaragua                   | WBC                 | 0        |
| 3 décembre 2005 | Octobre 2011      | Sergiy Dzinziruk        | Ukraine                     | WBO                 | 6        |
| Blessé durant la préparation de son combat contre le Tchèque Koteckny, la WBO lui retire sa ceinture de champion des super-welters en octobre 2011. |                   |                         |                             |                     |          |
| 6 mai 2006 | 5 mai 2007        | Oscar de la Hoya        | États-Unis                  | WBC                 | 0        |
| 6 mai 2006 | 6 janvier 2007    | José Antonio Rivera     | États-Unis                  | WBA                 | 0        |
| 8 juillet 2006 | 27 mars 2008      | Cory Spinks             | États-Unis                  | IBF                 | 1        |
| 6 janvier 2007 | 7 juillet 2007    | Travis Simms            | États-Unis                  | WBA                 | 0        |
| 5 mai 2007 | Juillet 2007      | Floyd Mayweather Jr.    | États-Unis                  | WBC                 | 0        |
| Mayweather, champion WBC des welters bat aux points Oscar de la Hoya, champion WBA des super welters, le 5 mai 2007 puis laisse rapidement cette ceinture vacante afin de défendre son titre WBC face à Ricky Hatton qu’il battra au 10e round le 8 août 2007. |                   |                         |                             |                     |          |
| 7 juillet 2007 | 11 juillet 2008   | Joachim Alcine          | Haïti                       | WBA                 | 1        |
| 28 juillet 2007 | 7 juin 2008       | Vernon Forrest          | États-Unis                  | WBC                 | 1        |
| 27 mars 2008 | Novembre 2008     | Verno Phillips          | Belize                      | IBF                 | 0        |
| Phillips préfère renoncer à son titre IBF pour affronter Paul Williams dans le cadre d'un championnat du monde "par intérim" des super welters WBO. Il perdra par arrêt de l'arbitre au 8e round le 29 novembre 2008. |                   |                         |                             |                     |          |
| 7 juin 2008 | 14 septembre 2008 | Sergio Mora             | États-Unis                  | WBC                 | 0        |
| 11 juillet 2008 | 14 novembre 2009  | Daniel Santos           | Porto Rico                  | WBA                 | 0        |
| 14 septembre 2008 | 21 mai 2009       | Vernon Forrest          | États-Unis                  | WBC                 | 0        |
| En raison d'une blessure aux côtes, Forrest se trouve dans l'impossibilité de remettre sa ceinture en jeu. La WBC décide de lui retirer son statut de champion le 21 mai 2009 au profit de l'argentin Sergio Gabriel Martínez (jusqu'alors champion "par intérim" de l'organisation). |                   |                         |                             |                     |          |
| 24 avril 2009 | 7 août 2010       | Cory Spinks             | États-Unis                  | IBF                 | 0        |
| 21 mai 2009 | 17 juin 2010      | Sergio Gabriel Martínez | Argentine                   | WBC                 | 0        |
| Martínez abandonne son titre WBC des super welters le 17 juin pour se consacrer à celui des poids moyens. |                   |                         |                             |                     |          |
| 14 novembre 2009 | 5 juin 2010       | Yuri Foreman            | Israël                      | WBA                 | 0        |
| 5 juin 2010 | 5 mai 2012        | Miguel Angel Cotto      | Porto Rico                  | WBA                 | 2        |
| 7 août 2010 | 23 février 2013   | Cornelius Bundrage      | États-Unis                  | IBF                 | 2        |
| 13 novembre 2010 | 8 février 2011    | Manny Pacquiao          | Philippines                 | WBC                 | 0        |
| Le 8 février 2011, Manny renonce à son titre WBC des super-welters afin de préparer son combat contre Shane Mosley le 7 mai à Las Vegas, ceinture WBO des poids welters en jeu. |                   |                         |                             |                     |          |
| 5 mars 2011 | 14 septembre 2013 | Saúl Álvarez            | Mexique                     | WBC                 | 6        |
| 5 mai 2012 | 14 septembre 2013 | Floyd Mayweather Jr.    | États-Unis                  | WBA                 | 1        |
| 12 mai 2012 | Juin 2013         | Zaurbek Baysangurov     | Russie                      | WBO                 | 1        |
| Baysangurov est destitué par la WBO en juin 2013. |                   |                         |                             |                     |          |
| 23 février 2013 | 14 septembre 2013 | Ishe Smith              | États-Unis                  | IBF                 | 0        |
| 14 septembre 2013 | 11 octobre 2014   | Carlos Molina           | Mexique                     | IBF                 | 0        |
| 14 septembre 2013 | Novembre 2015     | Floyd Mayweather Jr.    | États-Unis                  | WBA & WBC           | 0        |
| Mayweather annonce sa retraite. |                   |                         |                             |                     |          |
| 9 novembre 2013 | 31 juillet 2015   | Demetrius Andrade       | États-Unis                  | WBO                 | 1        |
| Andrade est dépossédé de son titre le 31 juillet 2015 pour ne pas l'avoir remis en jeu dans le délai ordonné par la WBO. |                   |                         |                             |                     |          |
| 11 octobre 2014 | 12 septembre 2015 | Cornelius Bundrage      | États-Unis                  | IBF                 | 0        |
| 12 septembre 2015 | 16 février 2017   | Jermall Charlo          | États-Unis                  | IBF                 | 3        |
| Charlo laisse son titre vacant le 16 février 2017 pour boxer en poids moyens. |                   |                         |                             |                     |          |
| 10 octobre 2015 | 17 septembre 2016 | Liam Smith              | Royaume-Uni                 | WBO                 | 2        |
| 21 mai 2016 | 7 avril 2018      | Erislandy Lara          | Cuba                        | WBA                 | 2        |
| 21 mai 2016 | 22 décembre 2018  | Jermell Charlo          | États-Unis                  | WBC                 | 3        |
| 17 septembre 2016 | 17 mai 2017       | Saúl Álvarez            | Mexique                     | WBO                 | 0        |
| Alvarez laisse son titre WBO vacant le 17 mai 2017. |                   |                         |                             |                     |          |
| 25 février 2017 | 7 avril 2018      | Jarrett Hurd            | États-Unis                  | IBF                 | 2        |
| 26 août 2017 | 2 décembre 2017   | Miguel Cotto            | Porto Rico                  | WBO                 | 1        |
| 2 décembre 2017 | 12 mai 2018       | Sadam Ali               | États-Unis                  | WBO                 | 0        |
| 7 avril 2018 | 11 mai 2019       | Jarrett Hurd            | États-Unis                  | WBA & IBF           | 1        |
| 12 mai 2018 | 23 novembre 2019  | Jaime Munguia           | Mexique                     | WBO                 | 5        |
| Munguia laisse son titre vacant le 23 novembre 2019 pour boxer en poids moyens. |                   |                         |                             |                     |          |
| 22 décembre 2018 | 21 décembre 2019  | Tony Harrison           | États-Unis                  | WBC                 | 0        |
| 11 mai 2019 | 18 janvier 2020   | Julian Williams         | États-Unis                  | WBA & IBF           | 0        |
| 21 décembre 2019 | 26 septembre 2020 | Jermell Charlo          | États-Unis                  | WBC                 | 1        |
| 18 janvier 2020 | 26 septembre 2020 | Jeison Rosario          | République dominicaine      | WBA & IBF           | 0        |
| 26 septembre 2020 | 14 mai 2022       | Jermell Charlo          | États-Unis                  | WBA, WBC & IBF      | 2        |
| 13 février 2021 | 14 mai 2022       | Brian Castaño           | Argentine                   | WBO                 | 1        |
| 14 mai 2022 | 2023              | Jermell Charlo          | États-Unis                  | WBA, WBC, IBF & WBO | 0        |
| Le 30 septembre 2023, Jermell Charlo affronte Canelo Álvarez, champion unifié des poids super-moyens, mais s'incline aux points. Il laisse par la suite ses ceintures des poids super-welters vacantes. |                   |                         |                             |                     |          |
| 15 octobre 2023 | 30 mars 2024      | Tim Tszyu               | Australie                   | WBO                 | 0        |
| 8 mars 2024 | 3 août 2024       | Israil Madrimov         | Ouzbékistan                 | WBA                 | 0        |
| 30 mars 2024 | 2 mai 2025        | Sebastian Fundora       | États-Unis                  | WBC & WBO           | 1        |
| Le 2 mai 2025, Fundora est dépossédé de son titre WBO pour ne pas avoir souhaité affronter son challenger officiel, Xander Zayas. |                   |                         |                             |                     |          |
| 6 avril 2024 | En cours          | Bakhram Murtazaliev     | Russie                      | IBF                 |          |
| 3 août 2024 | En cours          | Terence Crawford        | États-Unis                  | WBA                 |          |
| 2 mai 2025 | En cours          | Sebastian Fundora       | États-Unis                  | WBC                 |          |
| 26 juillet 2025 | En cours          | Xander Zayas            | Porto Rico                  | WBO                 |          |